# Пасечное (Одесская область)
Пасечное (укр. Пасічне) — село, относится к Саратскому району Одесской области Украины.

## История
Население по переписи 2001 года составляло 464 человека.
В сентябре 2005 года было возбуждено дело о банкротстве находившегося здесь совхоза.

## Местный совет
68220, Одесская обл., Саратский р-н, с. Надежда, ул. Ленина, 31